# ガス・カーン
ガス・カーン（Gus Kahn、本名：グスタフ・ガーソン・カーン (Gustav Gerson Kahn)、1886年11月6日 - 1941年10月8日）は、アメリカ合衆国の作詞家。

## 略歴
1886年、ドイツ・コブレンツ生まれ。1890年、家族でアメリカ移住、シカゴに引っ越し。高校卒業後、郵便局の事務員を務め、その後ティン・パン・アレーを拠点とする作家となる。1916年、グレイス・リボーイ（Grace LeBoy）と結婚。ドナルドとアイリーンという子供がおり、ドナルドはのちにミュージシャンになった。
初期はボードヴィルの出し物を書いていた。1913年、作曲家エグバート・バン・アルスタインと共同で作った「Memories」やトニー・ジャクソンと共同で作った「Pretty Baby」などがヒットした。バンドリーダーのアイシャム・ジョーンズと共同でつくった「夢であいましょう」は、1951年の彼を描いた伝記映画の題名になった。
1920年代を通しブロードウェイで『Holka Polka』(1925年)、『Kitty's Kisses』(1926年)、『Artists and Models』(1927年)、『フーピー』 (1928年)、『Show Girl』(1929年)を書き、MGM映画にも楽曲を提供した。
1933年には映画専業となり、『空中レヴュー時代』、『砲煙と薔薇』、『青きダニューヴの夢』などの映画に向けて作詞を担当した。
妻のグレイス・リボーイ・カーンをはじめ、リチャード・A・ホワイティング、バディ・G・デシルヴァ、 アル・ジョルソン、レイモンド・イーガン、テッド・フィオ・リート、アーニー・アードマン、ニール・モレット、ヴィンセント・ユーマンス、ジョージ・ガーシュウィン、アイラ・ガーシュウィン、ハリー・アクスト、ハリー・ウッズ 、エドワード・エリシュー、ヴィクター・シャーツィンガー、アーサー・ジョンストン、ブロニスラウ・ケイパー、ジェローム・カーン、ワルター・ユルマン、シグモンド・ロンバーグ、ハリー・ウォーレンらとも共同で制作しており、とりわけウォルター・ドナルドソンと組むことが多かった。
1941年にカリフォルニア州ビバリーヒルズで死去。
1970年にソングライターの殿堂入り。
有名な作品は、「My Buddy」（1922年、作曲ウォルター・ドナルドソン）、レイ・チャールズら様々なアーティストがカバーした「もしあなただったら (It Had to Be You)」(1924年、作曲アイシャム・ジョーンズ）、「Yes Sir, That's My Baby」（1927年、作曲ウォルター・ドナルドソン）、「Makin' Whoopee!」（1928年、作曲ウォルター・ドナルドソン）など。

## 主な楽曲
- "Everybody Rag with Me" (1914年)
- "Memories" (1915年)
- "Pretty Baby" (1916年)
- "So Long, Mother" (1917年)
- "Your Eyes Have Told Me So" (1919年)
- "Ain't We Got Fun?" (1921年)
- "Carolina in the Morning" (1922年)
- トゥート・トゥート・トゥーツィー!（グッドバイ）　"Toot, Toot, Tootsie (Goo' Bye!)" (1922年)
- "My Buddy" (1922年)
- "On the Alamo" (1922年)
- "Swingin' Down the Lane" (1923年)
- "Charley, My Boy" (1924年)
- "I'll See You in My Dreams" (1924年)
- もしあなただったら "It Had to Be You" (1924年)
- "When You and I Were Seventeen" (1924年)
- "Sometime" (1925年)
- "Yes Sir, That's My Baby" (1925年)
- "Ukulele Lady" (1925年)
- "Chloe" (1927年)
- "Love Me or Leave Me" (1928年)
- "Makin' Whoopee" (1928年)
- "Goofus" (1930年)
- "My Baby Just Cares for Me" (1930年)
- "Dream a Little Dream of Me" (1931年)
- "Guilty" (1931年)
- "Thanks for the Pines" (1931年)
- "San Francisco" (1936年)